# Хауке, Макс
Макс Хауке (нем. Max Hauke; род. 29 августа 1992 года) — австрийский лыжник, участник Олимпийских игр в Сочи. Наиболее удачно выступает в дистанционных гонках.
В Кубке мира Хауке дебютировал 4 марта 2012 года, в декабре того же года первый раз попал в тридцатку лучших на этапах Кубка мира, в командном спринте. Всего имеет на своём счету 2 попадания в тридцатку лучших на этапах Кубка мира, оба в командном спринте. Лучшим достижением Хауке в общем итоговом зачёте Кубка мира является 131-е место в сезоне 2013/14.
На Олимпийских играх 2014 года в Сочи занял 46-е место в спринте, 16-е место в командном спринте и 57-е место гонке на 15 км классическим стилем. 
За свою карьеру принимал участие в двух чемпионатах мира, лучший результат 14-е место в командном спринте на чемпионате мира 2011 года, а в личных гонках 45-е место в гонке на 15 км свободным стилем на чемпионате мира 2013 года.
Использует лыжи и ботинки производства фирмы Fischer.
27 февраля 2019 года был задержан австрийской полицией за применение допинга.